# 田名八幡宮
田名八幡宮（たなはちまんぐう）は、神奈川県相模原市中央区水郷田名に所在する神社（八幡宮）。

## 概要
田名八幡宮は、延暦17年（798年）の創建と言われ、天地社（天地大明神）が元々の氏神だったのではないのかとも言われている。江戸時代には田名村の鎮守として祀られ、慶安2年（1649年）には社領6石1斗の御朱印状を受領、明治時代には村社に列格していた。

## 境内の石
境内には、「じんじい石」「ばんばあ石」「めかけ石（代理石）」の3つの石がある。言い伝えでは、「ばんばあ石」を相模川に沈めると降雨の効能があったが、雨乞いのため実行すると大雨で河川の氾濫を招いたため、原因があると考えられた「じんじい石」を慰撫するために「めかけ石」を置いたとされる。

## 祭事
- 的祭−1月[4]
- 獅子舞−9月[4]